# Zum objektiv
Zum objektiv ili sočivo je izraz kojim se opisuje skup sočiva postavljenih tako da im se žižna daljina može menjati. One mogu biti parfokalne (koje ostaju u fokusu) i varifokalne leće (koje izlaze iz fokusa) za vreme menjanja žižne daljine - zumiranja.